# Vriesea croceana
Vriesea croceana är en gräsväxtart som beskrevs av Elton Martinez Carvalho Leme och G.K.Br. Vriesea croceana ingår i släktet Vriesea och familjen Bromeliaceae. Inga underarter finns listade i Catalogue of Life.